# Máscara wildcard
Una máscara wildcard es una máscara  de bits que indica qué partes de una dirección de IP son relevantes para la ejecución de una determinada acción. En Cisco IOS,  tiene varios usos, por ejemplo:
- Indicar el tamaño de una red o subred para algunos protocolos de encaminamiento, como OSPF.
- Indicar qué direcciones IP tendrían que ser permitidas o denegadas en las listas de control del acceso (ACLs).

En un nivel simple una máscara wildcard puede ser pensada como una máscara de subred. Por ejemplo, la máscara de subred 255.255.255.0 (equivalente en binario a = 11111111.11111111.11111111.00000000) se inverte a una máscara wildcard de 0.0.0.255.
Una máscara wild card es una regla de correspondencia La regla para la máscara es:
- El 0 significa que se debe comprobar el bit equivalente
- El 1 significa que el bit equivalente no importa

Cualquier wildcard puede ser enmascarada para su examen: Por ejemplo, una máscara wildcard de 0.0.0.254 (equivalente binario = 00000000.00000000.00000000.11111110) aplica a la dirección IP 10.10.10.2 (00001010.00001010.00001010.00000010) que emparejará con las direcciones IP pares 10.10.10.0, 10.10.10.2, 10.10.10.4, 10.10.10.6 etc. La misma máscara aplica a 10.10.10.1 (00001010.00001010.00001010.00000001) que emparejará con las direcciones IP impares 10.10.10.1, 10.10.10.3, 10.10.10.5 etc.
Una combinación de la red y la máscara wildcard 1.1.1.1 0.0.0.0 emparejaría con la interfaz configurada exactamente con 1.1.1.1, y ninguna otra. Esto es realmente útil si se quiere activar OSPF en una interfaz concreta en una manera muy clara y sencilla. 
Si se trata de emparejar un rango de redes, la combinación la red y de la máscara wildcard 1.1.0.0 0.0.255.255 emparejaría con cualquier interfaz en la gama de 1.1.0.0 a 1.1.255.255. Debido a esto, es más sencillo y más seguro utilizar la máscara wildcard 0.0.0.0 e identificar cada interfaz OSPF individualmente, pero una vez configurado,  funcionan exactamente igual -- una manera no es mejor que la otra.

Las máscaras wildcard son utilizadas en situaciones donde las máscaras de subred no pueden aplicar. Por ejemplo, cuándo dos hosts están en diferentes subredes, el uso de la máscara wildcard los agruparía.
| CIDR | Netmask         | Máscara wildcard |
| ---- | --------------- | ---------------- |
| /30  | 255.255.255.252 | 0.0.0.3          |
| /29  | 255.255.255.248 | 0.0.0.7          |
| /28  | 255.255.255.240 | 0.0.0.15         |
| /27  | 255.255.255.224 | 0.0.0.31         |
| /26  | 255.255.255.192 | 0.0.0.63         |
| /25  | 255.255.255.128 | 0.0.0.127        |
| /24  | 255.255.255.0   | 0.0.0.255        |
| /23  | 255.255.254.0   | 0.0.1.255        |
| /22  | 255.255.252.0   | 0.0.3.255        |
| /21  | 255.255.248.0   | 0.0.7.255        |
| /20  | 255.255.240.0   | 0.0.15.255       |
| /19  | 255.255.224.0   | 0.0.31.255       |
| /18  | 255.255.192.0   | 0.0.63.255       |
| /17  | 255.255.128.0   | 0.0.127.255      |
| /16  | 255.255.0.0     | 0.0.255.255      |
| /15  | 255.254.0.0     | 0.1.255.255      |
| /14  | 255.252.0.0     | 0.3.255.255      |
| /13  | 255.248.0.0     | 0.7.255.255      |
| /12  | 255.240.0.0     | 0.15.255.255     |
| /11  | 255.224.0.0     | 0.31.255.255     |
| /10  | 255.192.0.0     | 0.63.255.255     |
| /9   | 255.128.0.0     | 0.127.255.255    |
| /8   | 255.0.0.0       | 0.255.255.255    |
| /7   | 254.0.0.0       | 1.255.255.255    |
| /6   | 252.0.0.0       | 3.255.255.255    |
| /5   | 248.0.0.0       | 7.255.255.255    |
| /4   | 240.0.0.0       | 15.255.255.255   |
| /3   | 224.0.0.0       | 31.255.255.255   |
| /2   | 192.0.0.0       | 63.255.255.255   |
| /1   | 128.0.0.0       | 127.255.255.255  |